# 割野村
割野村（わりのむら）は、かつて新潟県中蒲原郡にあった村。1901年11月1日の新設合併によって消滅し、現在は新潟市江南区の一部となっている。
明治の町村制以後、日本国内に存在していた全ての市町村名を五十音順に並べたときに一番最後に来る市町村名であった。
以下の記述は合併直前当時の旧割野村に関しての記述であり、現在では名称等が異なる場合がある。なお、ここに記述されていない内容に関しては新潟市などの記事を参照。

## 沿革
元亀年間に青木善之丞が開発したとされる。
- 1889年（明治22年）4月1日 - 町村制施行に伴い中蒲原郡割野村が村制施行し、割野村が発足。
- 1901年（明治34年）11月1日 - 中蒲原郡嘉瀬村、酒屋村、和舞村と合併し、両川村となり消滅。大字割野となる。